# Julian Cybulski (polityk)
Julian Cybulski (ur. 8 stycznia 1916 w Rzeszówku, zm. 8 lipca 1982 w Gdyni) – polski działacz partyjny i państwowy, funkcjonariusz służb bezpieczeństwa, wojskowy, przewodniczący Prezydium Miejskiej Rady Narodowej w Gdańsku (1954–1958).

## Życiorys
Syn Antoniego i Kunegundy z Cybulskich, związanych z Polską Partią Socjalistyczną. Uczył się w szkole powszechnej w Oksie i gimnazjum w Jędrzejowie, w 1937 zdał maturę w Toruniu. Pomiędzy 1933 a 1937 przebywał w Rzeszówku, współpracując z Komunistyczną Partią Polski. W latach 1937–1939 odbywał zaoczne studia prawnicze w Łodzi. Służył w Marynarce Wojennej w Gdyni, uczył się na kursach handlowych i kursie podoficerskim administracji wojskowej. We wrześniu 1939 marynarz na okręcie podwodnym ORP Żbik, brał udział w obronie Oksywia razem z kosynierami gdyńskimi. Po dostaniu się do niewoli więziony w obozach jenieckich: stalagu II D w Stargardzie, skąd uciekł, i oflagu II D Gross-Born. W niewoli współpracował z aktywistami lewicy.
W lutym 1945 wstąpił do ludowego Wojska Polskiego, uczestniczył w walkach o Gdynię i w 1946 awansując do rangi podporucznika. Wstąpił do Polskiej Partii Robotniczej (potem w PZPR), odbył miesięczny kurs partyjny w Komitecie Wojewódzkim w Bydgoszczy. Kształcił się w Szkole Prawniczej w Łodzi (1946–1947) i na Wieczorowym Uniwersytecie Marksizmu-Leninizmu (1956–1957). Podjął pracę w Urzędzie Bezpieczeństwa w Bydgoszczy, a następnie w Gdyni jako kierownik referatu. Następnie zatrudniony jako szef wydziału personalnego w oddziale Centralnego Zarządu Przemysłu Konserwowego i w Komitecie Miejskim PPR w Gdyni. W 1949 został naczelnikiem Wydziału Społeczno-Politycznego Urzędu Wojewódzkiego w Gdańsku, po przekształceniach od 1950 naczelnik Wydziału Społeczno-Administracyjnego i szef Referatu ds. Wyznań w Wojewódzkiej Radzie Narodowej w Gdańsku. Był II sekretarzem POP PZPR przy WRN, a także członkiem egzekutywy Komitetu Wojewódzkiego PZPR w Gdańsku.
Od 16 grudnia 1954 do 12 lutego 1958 przewodniczył Prezydium Miejskiej Rady Narodowej w Gdańsku. Następnie powrócił na funkcję kierownika referatu Prezydium WRN w Gdańsku, w 1959 został wicedyrektorem ds. administracyjno-handlowych w Zakładach Przemysłu Tłuszczowego im. M. Migały w Gdyni, a w 1963 wicedyrektorem ds. eksploatacji w Kąpielisku Morskim w Sopocie. W 1970 objął funkcję kierownika działu inwestycji i administracji w Rejonowej Spółdzielni Ogrodniczo-Pszczelarskiej „Wybrzeże”.

## Życie prywatne
W 1947 poślubił Kazimierę z domu Bilińską, mieli córkę Aleksandrę i syna Juliusza. Został pochowany na Cmentarzu Witomińskim w Gdyni.

## Odznaczenia i wyróżnienia
Odznaczony Krzyżem Walecznych (1946), Medalem za Odrę, Nysę, Bałtyk (1946), Medalem Zwycięstwa i Wolności 1945 (1947) Medalem 10-lecia Polski Ludowej (1955), Srebrnym (1955) i Złotym (1958) Krzyżem Zasługi, Krzyżem Kawalerskim Orderu Odrodzenia Polski (1971) oraz Odznaką Grunwaldzką.